# Porcellionides habanensis
Porcellionides habanensis là một loài chân đều trong họ Porcellionidae. Loài này được Van Name miêu tả khoa học năm 1936.